# Newtown (Wales)
Newtown (Y Drenewydd in het Welsh) is een plaats in het Welshe graafschap Powys.
Newtown telt 12.783 inwoners.

## Geboren in Newtown
- Robert Owen (1771-1858), sociale hervormer, vader van de coöperatieve beweging

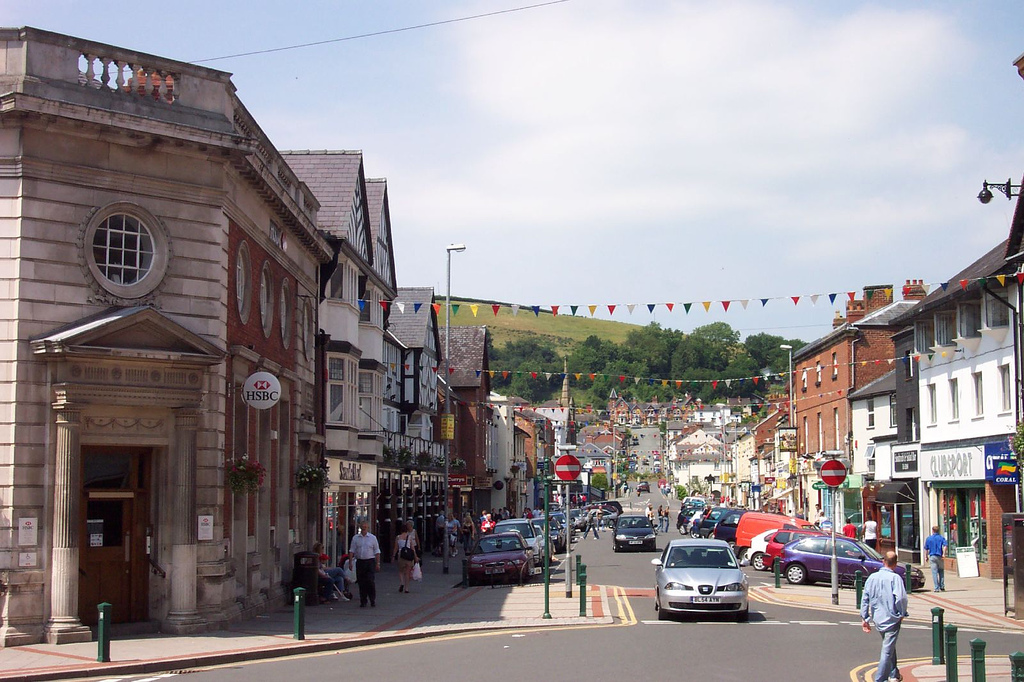
Centrum van Newtown

- Carrie Jones (2003), voetbalster